# ناثان ميلر
ناثان ميلر (بالإنجليزية: Nathan Miller)‏ هو سياسي أمريكي، ولد في 20 مارس 1743 في وارين في الولايات المتحدة، وتوفي بنفس المكان في 20 مايو 1790.